# Kanton Saulxures-sur-Moselotte
Kanton Saulxures-sur-Moselotte (fr. Canton de Saulxures-sur-Moselotte) byl francouzský kanton v departementu Vosges v regionu Lotrinsko. Skládal se z 10 obcí. Zrušen byl po reformě kantonů 2014.

## Obce kantonu
- Basse-sur-le-Rupt
- La Bresse
- Cornimont
- Gerbamont
- Rochesson
- Sapois
- Saulxures-sur-Moselotte
- Thiéfosse
- Vagney
- Ventron